# Стариград
Стариград (раније Стариград Пакленица) је насеље и седиште истоимене општине у северној Далмацији, Задарска жупанија, Република Хрватска.

## Географија
Стариград је приморско насеље у подножју Велебита. У његовом залеђу је национални парк Пакленица.

## Историја
До територијалне реорганизације у Хрватској насеље се налазило у саставу бивше општине Задар.

## Култура
У Стариграду се налазе старе римокатоличке цркве Св. Петра и Св. Јурја, као и остаци Већке куле.

## Становништво
Према попису из 1991. године, Стариград је имао 1.159 становника, од чега 1.108 Хрвата, 12 Срба, 6 Југословена и 33 остала. Према попису из 2011. године, насеље Стариград је имало 1.140 становника, а као општина 1.876 становника.
| Демографија | Демографија | Демографија |
| Година      | Становника  | Становника  |
| ----------- | ----------- | ----------- |
| 1971.       | 1.163       |             |
| 1981.       | 1.135       |             |
| 1991.       | 1.159       |             |
| 2001.       | 1.100       |             |
| 2011.       |             | 1.140       |

## Попис 1991.
На попису становништва 1991. године, насељено место Стариград је имало 1.159 становника, следећег националног састава:
| Попис 1991.‍   | Попис 1991.‍ | Попис 1991.‍ | Попис 1991.‍ | Попис 1991.‍ |
| ------------- | ----------- | ----------- | ----------- | ----------- |
|               |             |             |             |             |
| Хрвати        | Хрвати      |             | 1.108       | 95,59%      |
| Срби          | Срби        |             | 12          | 1,03%       |
| Југословени   | Југословени |             | 6           | 0,51%       |
| Албанци       | Албанци     |             | 5           | 0,41%       |
| Муслимани     | Муслимани   |             | 4           | 0,34%       |
| Немци         | Немци       |             | 3           | 0,25%       |
| Турци         | Турци       |             | 3           | 0,25%       |
| Украјинци     | Украјинци   |             | 2           | 0,17%       |
| Русини        | Русини      |             | 1           | 0,08%       |
| Словенци      | Словенци    |             | 1           | 0,08%       |
| Црногорци     | Црногорци   |             | 1           | 0,08%       |
| непознато     | непознато   |             | 13          | 1,12%       |
| укупно: 1.159 |             |             |             |             |